# 1757
Évszázadok: 17. század – 18. század – 19. század
Évtizedek: 1700-as évek – 1710-es évek – 1720-as évek – 1730-as évek – 1740-es évek – 1750-es évek – 1760-as évek – 1770-es évek – 1780-as évek – 1790-es évek – 1800-as évek
Évek: 1752 – 1753 – 1754 – 1755 –  1756 – 1757 – 1758 – 1759 – 1760 – 1761 – 1762

## Események

### Határozott dátumú események
- január 5. – Robert-François Damiens késsel megszúrja XV. Lajos francia királyt, amikor az Versailles-ban éppen beszállt a hintójába. (Lajos csak felületi sérüléseket szenvedett.)[1]
- június 18.
  - Leopold Joseph von Daun seregei a kolíni csatában legyőzik II. Frigyes porosz király csapatait.[2]
  - A Mária Terézia Katonai Rend alapítása. (A Mária Terézia alapította kitüntetés a Habsburg-birodalom legmagasabb, egyben Európa egyik legrangosabb katonai érdemrendje.)[2]
- június 23. – A plassey-i csata. (Brit Kelet-indiai Társaság és a Mogul Birodalom között a Bengálban található Plassey-nél lezajlott ütközetet követően a Brit Kelet-indiai Társaság meghatározó befolyásra tesz szert Bengálban és – tekintettel Bengál különleges szerepére és elhelyezkedésére – egész Észak-Indiában.)[3]
- október 16. – Hadik András megsarcolja Berlint.[4]
- október 30. – Az Oszmán Birodalomban trónra lép III. Musztafa.[5]
- november 5. – A rossbachi csatában II. Frigyes seregei legyőzik a közel kétszeres létszámú francia sereget.[6]
- december 5. – II. Frigyes seregei a leutheni csatában legyőzik Lotaringiai Károly herceg csapatait.[7]

## Születések
- február 3. – Kitaibel Pál, orvos, kémikus († 1817)
- február 22. – Csekonics József, tábornok, a magyar állami ménestelepek megalapítója, a Szent István-rend vitéze († 1824)
- április 3. – Verseghy Ferenc, nyelvész, költő, író († 1822)
- június 18. – Ignaz Pleyel, osztrák születésű francia zongoraművész és zongorakészítő († 1831)
- október 21. – Charles Pierre François Augereau, francia marsall a napóleoni háborúk idején († 1816)
- november 1.
  - Antonio Canova, olasz szobrász († 1822)
  - Böszörményi Pál, Debrecen főbírája, országgyűlési követ († 1825)
- november 15. – Jacques-René Hébert, a nagy francia forradalom egyik kiemelkedő politikusa, a Hegypárt képviselője († 1794)
- november 28. – William Blake, angol költő, festő, grafikus († 1827)
- december 2. – Pierre Cartellier francia szobrász († 1831)

## Halálozások
- április 15. – Rosalba Carriera, velencei rokokó festőnő (* 1675)
- július 23. – Domenico Scarlatti, olasz barokk zeneszerző, Alessandro Scarlatti, a híres nápolyi operaszerző fia (* 1685)
- augusztus 6. – Mányoki Ádám, festőművész (* 1673)
- október 30. – III. Oszmán, az Oszmán Birodalom 26. szultánja (* 1699)
- december 7. – Csáky Mihály, kuruc generális (* 1676)